# Lunnsjöskogen
Lunnsjöskogen är ett naturreservat i Norrköpings kommun i Östergötlands län.
Området är naturskyddat sedan 1997 och är 22 hektar stort. Reservatet ligger nordväst om Jursla. Reservatet består av barrskog, sumpskog, en mindre myrmark och en del av Lunnsjön i sydväst.